# World Games 2017/Teilnehmer (Marokko)
| Gelbes Symbol für Goldmedaillen mit stilisierten Olympischen Ringen | Graues Symbol für Silbermedaillen mit stilisierten Olympischen Ringen | Braundes Symbol für Bronzemedaillen mit stilisierten Olympischen Ringen |
| ------------------------------------------------------------------- | --------------------------------------------------------------------- | ----------------------------------------------------------------------- |
| 1                                                                   | —                                                                     | 2                                                                       |

Marokko nahm in Breslau an den World Games 2017 teil. Die Delegation bestand aus 11 Athleten und 4 Athletinnen.

## Teilnehmer nach Sportarten

### Billard
| Athleten            | Wettbewerb | 1. Runde      | 1. Runde | Viertelfinale | Viertelfinale | Halbfinale    | Halbfinale    | Finale / Platz 3 | Finale / Platz 3 | Rang          |
| Athleten            | Wettbewerb | Gegner        | Ergebnis | Gegner        | Ergebnis      | Gegner        | Ergebnis      | Gegner           | Ergebnis         | Rang          |
| ------------------- | ---------- | ------------- | -------- | ------------- | ------------- | ------------- | ------------- | ---------------- | ---------------- | ------------- |
| Männer              |            |               |          |               |               |               |               |                  |                  |               |
| Ameur Abdelati Riad | Pool       | Albin Ouschan | 1:11     | ausgeschieden | ausgeschieden | ausgeschieden | ausgeschieden | ausgeschieden    | ausgeschieden    | ausgeschieden |

### Boules
| Athleten         | Wettbewerb             | Qualifikation | Qualifikation | Halbfinale    | Halbfinale    | Finale        | Finale        | Rang          |
| Athleten         | Wettbewerb             | Punkte        | Rang          | Gegner        | Ergebnis      | Gegner        | Ergebnis      | Rang          |
| ---------------- | ---------------------- | ------------- | ------------- | ------------- | ------------- | ------------- | ------------- | ------------- |
| Frauen           |                        |               |               |               |               |               |               |               |
| Fatiha Targahoui | Präzisions-Schießspiel | 15            | 6             | ausgeschieden | ausgeschieden | ausgeschieden | ausgeschieden | ausgeschieden |

### Jiu Jitsu
| Männer              |                      |                                |       |                           |       |                |       |                                |       |        |
| Seif Eddine Houmine | +94kg Ne-Waza        | Frederic Grevais Eugene Husson | 100:0 | Danny Andre Feliz Capitao | 100:0 | Yahya Alhamada | 100:0 | Frederic Grevais Eugene Husson | 100:0 | Gold   |
| Seif Eddine Houmine | Offen Klasse Ne-Waza | Haidar Raza Abbas              | 50:0  | Abdulbari Guseinov        | 3:0   | Faisal Alketbi | 0:2   | Deputter Wim                   | 3:0   | Bronze |

### Karate
| Athleten      | Wettbewerb   | Vorrunde       | Vorrunde | Vorrunde      | Vorrunde | Vorrunde      | Vorrunde | Halbfinale      | Halbfinale | Finale / Platz 3 | Finale / Platz 3 | Rang |
| Athleten      | Wettbewerb   | Gegner         | Ergebnis | Gegner        | Ergebnis | Gegner        | Ergebnis | Gegner          | Ergebnis   | Gegner           | Ergebnis         | Rang |
| ------------- | ------------ | -------------- | -------- | ------------- | -------- | ------------- | -------- | --------------- | ---------- | ---------------- | ---------------- | ---- |
| Männer        |              |                |          |               |          |               |          |                 |            |                  |                  |      |
| Achraf Ouchen | Kumite +84kg | Andjelo Kvesic | 5:3      | Michael Babos | 6:7      | Kenny Guillem | 9:4      | Sajad Ganjzadeh | 2:3        | Michel Babos     | 0:8              | 4    |

### Kickboxen
| Männer                  |           |                    |                        |                |               |                      |               |               |               |               |
| Mohammed Darkaoui       | K1 +91kg  | Saygili Hamdi      | Sieger durch Walk Over | ausgeschieden  | ausgeschieden | ausgeschieden        | ausgeschieden | ausgeschieden | ausgeschieden | ausgeschieden |
| Tawfik El Yacoubi       | K1 91kg   | Pavel Voronin      | 0:3                    | ausgeschieden  | ausgeschieden | ausgeschieden        | ausgeschieden | ausgeschieden | ausgeschieden | ausgeschieden |
| Aziz El Felak           | K1 86kg   | Mesud Selimovic    | 1:2                    | ausgeschieden  | ausgeschieden | ausgeschieden        | ausgeschieden | ausgeschieden | ausgeschieden | ausgeschieden |
| Mohamed Lazrak          | K1 75kg   | Wallace Lopez      | 1:2                    | ausgeschieden  | ausgeschieden | ausgeschieden        | ausgeschieden | ausgeschieden | ausgeschieden | ausgeschieden |
| Saad Qabissi            | K1 71kg   | Bruno Gazani       | 0:3                    | ausgeschieden  | ausgeschieden | ausgeschieden        | ausgeschieden | ausgeschieden | ausgeschieden | ausgeschieden |
| Mohamed Ibrahim Sailane | K1 63,5kg | Kalicki Aleksander | 0:3                    | ausgeschieden  | ausgeschieden | ausgeschieden        | ausgeschieden | ausgeschieden | ausgeschieden | ausgeschieden |
| Frauen                  |           |                    |                        |                |               |                      |               |               |               |               |
| Soukaina Naili          | K1 65kg   | Teodora Manic      | 0:3                    | ausgeschieden  | ausgeschieden | ausgeschieden        | ausgeschieden | ausgeschieden | ausgeschieden | ausgeschieden |
| Nabila Tabit            | K1 60kg   | Shara Khamzina     | 3:0                    | Marta Waliczek | 0:3           | Natallia Martiukhina | 3:0           | Bronze        |               |               |

### Muay Thai
| Männer               |       |                     |                      |               |               |               |               |               |               |               |               |               |               |               |               |               |               |               |               |               |               |               |               |
| Mohamed Anime        | 71 kg | Pavel Dzialendzik   | Gewinn bei Walk Over | ausgeschieden | ausgeschieden | ausgeschieden | ausgeschieden | ausgeschieden | ausgeschieden | ausgeschieden | ausgeschieden | ausgeschieden | ausgeschieden | ausgeschieden | ausgeschieden | ausgeschieden | ausgeschieden | ausgeschieden | ausgeschieden | ausgeschieden | ausgeschieden | ausgeschieden | ausgeschieden |
| Mohamed El Barnoussi | 57 kg | Aleksandre Abbramov | 27:30                | ausgeschieden | ausgeschieden | ausgeschieden | ausgeschieden | ausgeschieden | ausgeschieden | ausgeschieden | ausgeschieden | ausgeschieden | ausgeschieden | ausgeschieden | ausgeschieden | ausgeschieden | ausgeschieden | ausgeschieden | ausgeschieden | ausgeschieden | ausgeschieden | ausgeschieden | ausgeschieden |
| Frauen               |       |                     |                      |               |               |               |               |               |               |               |               |               |               |               |               |               |               |               |               |               |               |               |               |
| Meriem El Moubarik   | 51 kg | Janet Todd          | 28:29                | ausgeschieden | ausgeschieden | ausgeschieden | ausgeschieden | ausgeschieden | ausgeschieden | ausgeschieden | ausgeschieden | ausgeschieden | ausgeschieden | ausgeschieden | ausgeschieden | ausgeschieden | ausgeschieden | ausgeschieden | ausgeschieden | ausgeschieden | ausgeschieden | ausgeschieden | ausgeschieden |